# シライトソウ
シライトソウ（白糸草、鴉葱、学名：Chionographis japonica (Willd.) Maxim.）は、シュロソウ科シライトソウ属の野生の多年草である。和名は糸屑を束ねたような花の姿に由来する。属名（Chionographis）は雪の筆を意味する。スウェーデンのカール・ツンベルクによる『日本植物誌（Flora Japonica）』（1784年）で、この種が世界に紹介された。

## 特徴
根茎はごく短く、ときに小規模な株立ちになり、根生葉をロゼット状に地表に広げる。その姿はややショウジョウバカマに似ている。葉は先がやや広くなったサジ型、深緑色でつやはあまりない。全体で3-14 cm、葉柄は不明瞭、先端はあまりとがらない。
花期は4-7月。細長い花茎を直立させ、高さは15-50 cm程になる。花はその上の方から数-10数 cm程にわたってつき、その部分の花茎は白っぽくなる。それ以下の部分には間隔を開けて数枚の線状の苞がある。全体としては枝分かれのない穂状である。花は下から順に咲く。
花は6枚の花被片、6本の雄しべ、1つの雌しべを含むがそのうちで4枚の花弁以外はごく小さくて花茎に密着する。4枚の花弁だけは1 cm前後、細い匙型で先端がやや幅広い。花弁は花茎に対して大きい角度をもって立つように着き、それ以外の花の部品は目立たないので、外見的には個々の花は見分けられず、花茎から多数の細長い花弁が立っているように見え、真っ白なビン洗いのブラシが立ったような不思議な姿を見せる。また、香りもよい。
果実は楕円形で3-4 mm、種子は長楕円形で2-3 mm。果実が成熟する頃には花茎も緑色になる。

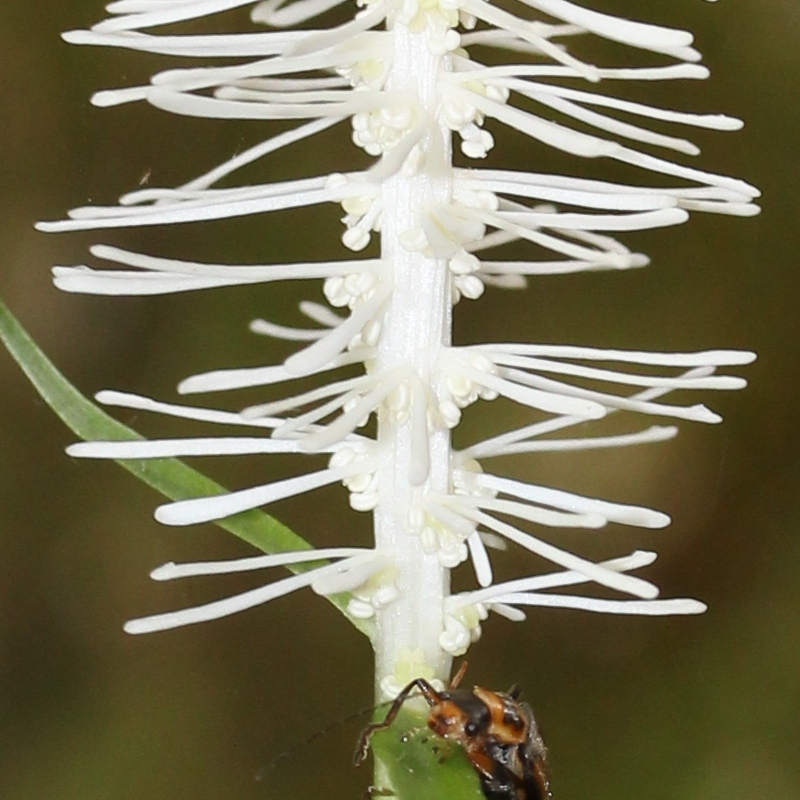
花の細部、6本の花被片にうち4本が長い
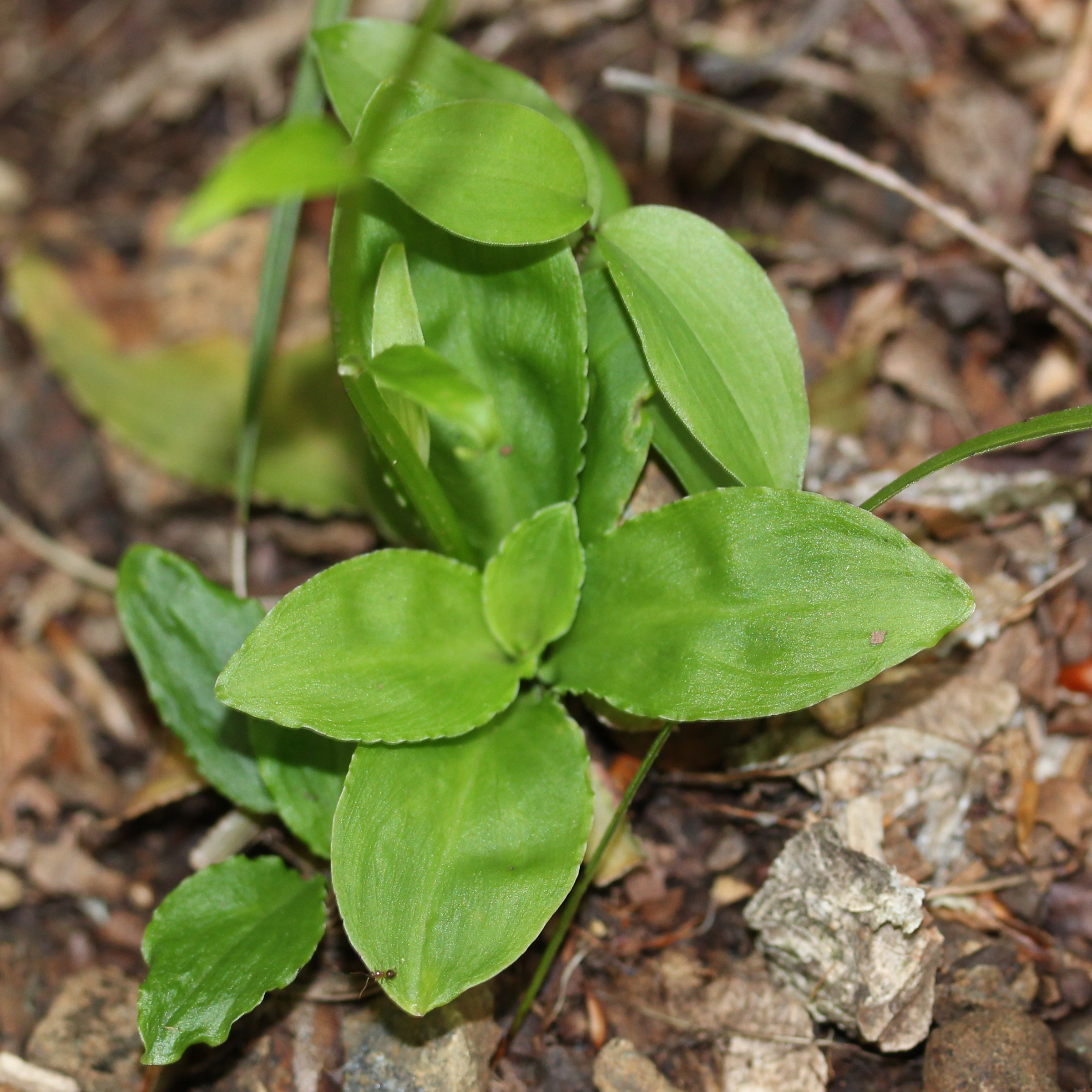
ロゼット状の根生葉から長い花茎が直立する
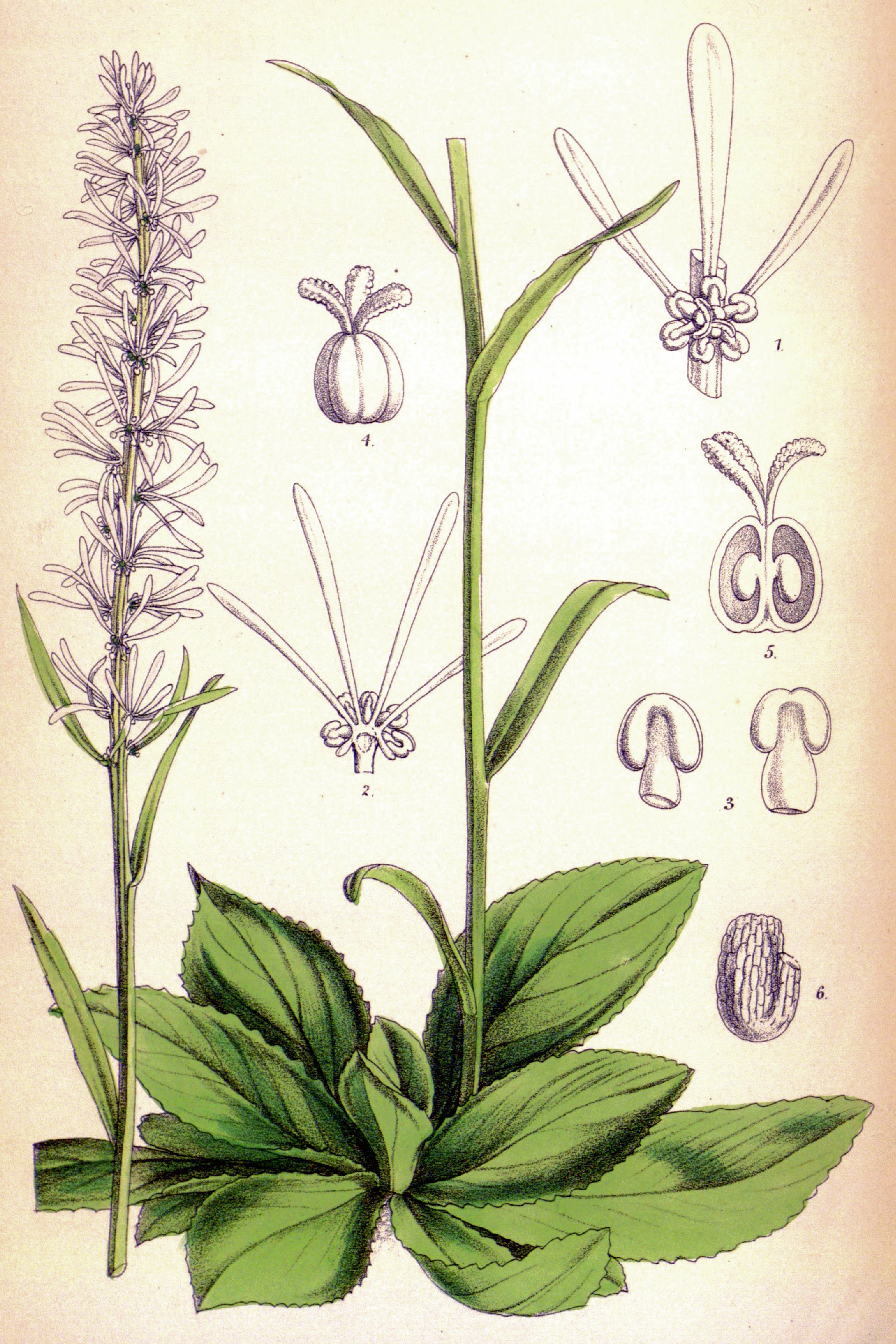
スケッチ

## 分布
韓国と日本に分布する。国内では秋田県以西の本州、四国、九州の山地に分布する。
林縁などの木陰からやや日当たりのよい場所にも生える。草丈のごく低い植物なので、背の高い草地には出ない。山村では定期的に草刈りをする林縁などで見かけることも多いが、人為的撹乱の強いところに出ることはない。

## 利用
その花の不思議な姿と涼しげな様子を愛でられ、茶花として好まれてきた。山野草として栽培されることがあるが、それほど普及していない。

## 種の保全状況評価
日本では以下の都道府県で、レッドリストの指定を受けている。
- 絶滅危惧IA類（CR）- 長野県、長崎県、
- 絶滅危惧II類（VU） - 福岡県[6]
- 準絶滅危惧（NT）- 佐賀県、鹿児島県

## 分類
この種には変異が多く、以下のような変種が認められている。

### ヤクシマシライトソウ
ヤクシマシライトソウ（屋久島白糸草、学名：Chionographis japonica Maxim. var. yakusimensis Masam.）は、シライトソウの変種の一つ。屋久島に分布する。
絶滅危惧II類 (VU)（環境省レッドリスト）

### アズマシライトソウ
アズマシライトソウ（東白糸草、学名：Chionographis japonica Maxim. var. hisauchiana Okuyama）は、シライトソウの変種の一つ。関東地方に分布する。花弁は3 mm程。C. hisauchiana (Okuyama) N.Tanakaとして独立種とする説もある。
絶滅危惧II類 (VU)（環境省レッドリスト）

### ミノシライトソウ
ミノシライトソウ（美濃白糸草、学名：Chionographis japonica Maxim. var. minoensis Hara）は、シライトソウの変種の一つ。岐阜県美濃地方西部のみに分布する。花弁は3-6 mm程度で葉が厚くて光沢がある。花期は5-6月。C. hisauchiana subsp. minoensis (H.Hara) N.Tanakaとして、アズマシライトソウを基本種とした亜種とする説もある。
絶滅危惧IB類 (EN)（環境省レッドリスト）

### クロカミシライトソウ
クロカミシライトソウ（黒髪白糸草、学名：Chionographis japonica Maxim. var. kurokamiana Hara）は、シライトソウの変種の一つ。佐賀県の黒髪山に分布する。C. koidzumiana var. kurokamiana (H.Hara) M.Makiとして、チャボシライトソウを基本種とした変種とする説もある。
2017年（平成29年）に希少野生動植物種および特定国内希少野生動植物種に指定された。
絶滅危惧IA類 (CR)（環境省レッドリスト）

### 類似種
この属の植物は、東アジアに数種があり、日本には以下のもう1種がある。
- チャボシライトソウ C. koidzumiana Ohwi

小型種で、葉は卵形などではっきりした葉柄があり、長さは8 cm位にしかならず、普通はもっと小さい。花茎は30 cm位まで、先端近くに花がやや集中し、花弁は細く、緑から紫。本州では愛知県と紀伊半島、四国、九州の山間部にのみ見られる。絶滅危惧II類 (VU)。
ただしこの種は小さいだけでなく白くなくて穂が長くないため、見かけの姿ではシライトソウにはあまり見えない。しかし、やや小柄なシライトソウに見える株もある。
葉姿としてはショウジョウバカマやノギランなどもよく似ていて、花はオゼソウやサラシナショウマに少し似ている。